# Фосфорорганические соединения
Фосфороргани́ческие соедине́ния (ФОС) — органические соединения, в которых содержится химическая связь фосфор — углерод.

## Применение термина
Иногда фосфорорганическими соединениями называют органические соединения фосфора, не содержащие связи фосфор — углерод (например, органические эфиры фосфорных кислот, нуклеотиды).

## Применение
Соединения на основе фосфора пытались использовать в самых разных отраслях химической промышленности: для изготовления резины, пластмасс и пр. Кроме того, еще в XIX веке некоторые соединения из этой группы химики той поры называли «пахнущие жидкости с огненным вкусом», в тот же период были заложены основы для получения новых соединений на основе фосфора. Затем они обратили на себя внимание как боевые отравляющие вещества (в 1936 году в Германии был синтезирован газ табун).
В конце Второй мировой войны были сделаны промышленные установки по синтезу первых пестицидов, которые с 1965 года были введены в сельскохозяйственное производство вместо персистентныx и низкоэкологичных хлорорганических соединений типа ДДТ, гексахлорана и других.
В настоящее время фосфорорганические соединения применяют как нервно-паралитические отравляющие вещества, инсектициды, лекарственные средства, стабилизаторы пластмасс, антиокислители моторных масел, антипирены. Применяются также как катализаторы и лиганды для металлокомплексного катализа.

## Действие на живые организмы
Чаще всего промышленные фосфорорганические соединения — это яды нервно-паралитического действия, вызывающие смерть в течение первых часов после контакта. Данные вещества, попадая в организм, замещают ферменты, отвечающие за передачу нервного импульса в синапсах, вследствие нарушения передачи сигнала возникает тремор, переходящий в полный паралич (смерть наступает от паралича дыхательных мышц). Также фосфорорганические соединения, воздействуя на центральную нервную систему, способны вызывать конвульсии, потерю чувствительности к свету, потерю равновесия, нарушения сознания, потерю сна, кому. При этом яд может с легкостью проникать в организм через кожу, желудок или дыхательные пути (обладая жирорастворимостью, легко проникают через фосфолипиды билипидного слоя клеточных мембран).
Механизм действия заключается в том, что при попадании в организм они фосфорилируют белковый фермент ацетилхолинэстеразу, который играет важную роль в передаче нервного импульса.
Есть довольно много фосфорорганических соединений, не ингибирующих холинэстеразу (этидронат, антиокислители моторных масел, антипирены) и обладающих другими симптомами отравления.

## Важнейшие типы
| Общая формула          | Название класса соединений |
| ---------------------- | -------------------------- |
| P(R)3 или R1R2R3P      | Фосфины                    |
| RP(OH)2 или R-P(O)H-OH | фосфонистые кислоты        |
|                        | Фосфоновые кислоты         |
| R(РООН)R1              | Фосфиновые кислоты         |
|                        | Фосфонаты                  |
|                        | Нуклеиновые кислоты        |
|                        | Нуклеотиды                 |

## Действие на материалы
Разрушает металлы, пробку, резину, бакелит, полиэтилен. Не действует на фторопласт и полиакрилаты.